# Denys Miroszniczenko
Denys Andrijowycz Miroszniczenko, ukr. Денис Андрійович Мірошніченко (ur. 11 października 1994 w Krzywym Rogu) – ukraiński piłkarz, grający na pozycji pomocnika.

## Kariera piłkarska
Wychowanek klubu Krywbas Krzywy Róg, barwy którego bronił w juniorskich mistrzostwach Ukrainy (DJuFL). 8 lipca 2011 rozpoczął karierę piłkarską w młodzieżowej drużynie Krywbasu. Również występował w drużynie rezerw klubu. Latem 2012 został wypożyczony do końca sezonu do Dnipra Dniepropetrowsk, w którym również grał jedynie w drużynie młodzieżowej. 9 lipca 2013 roku przeszedł do Karpat Lwów. 19 czerwca 2019 przeniósł się do FK Ołeksandrija.

### Kariera reprezentacyjna
Występował w juniorskiej i młodzieżowej reprezentacji Ukrainy.